# Round Barrow von Mill Hill
 Der unter Schutz stehende bronzezeitliche Round Barrow von Mill Hill ist ein Rundhügelgrab nördlich von Claxby St Andrew, in Lincolnshire in England. 
Er liegt auf einem etwa 10,0 Meter hohen Kreideblock am Rand eines Steinbruchs, der zum Abbau und Brand von Düngekalk genutzt wurde. Im frühen 20. Jahrhundert wurde dort während der Abbauarbeiten ein gehocktes Skelett und ein Glockenbecher entdeckt. Der Becher war beschädigt und wurde auf 1600 v. Chr. datiert. Die Gründe dafür, dass man den Abbau nicht fortsetzte, sind unbekannt. Die sterblichen Überreste wurden auf dem Friedhof von Claxby begraben.

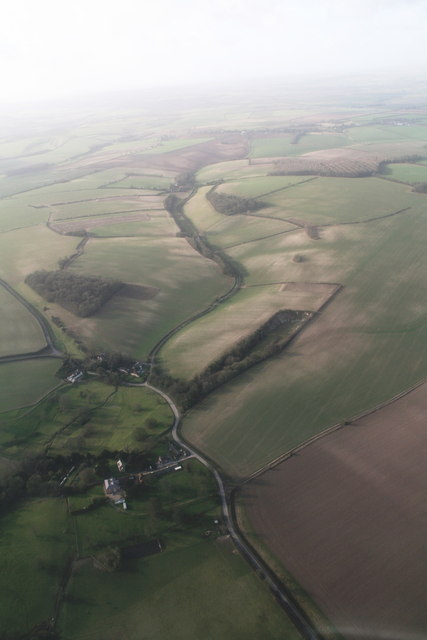
Deadmen’s Graves, ca. 500 m vom Round Barrow

Der verbleibende Hügel misst etwa 15,0 m im Durchmesser bei etwas über einem Meter Höhe. Er ist Teil einer neben dem Tal von Burlands Beck von Nordwest nach Südost verlaufenden Hügelkette. Etwa 500 Meter nordwestlich liegen Deadmen’s Graves, zwei neolithische Langhügel. Möglicherweise wurden der Grabhügel von Mill Hill und die Deadmen’s Graves von der gleichen bronzezeitlichen Gruppe benutzt.